# 508 Принстонія
508 Прінстонія (508 Princetonia) — астероїд головного поясу, відкритий 20 квітня 1903 року Раймондом Смітом Дуґаном у Гейдельберзі.
Тіссеранів параметр щодо Юпітера — 3,163.